# Toyota RAV4
Toyota RAV4 är en kompakt SUV som byggs och marknadsförs av Toyota. Den introducerades i Japan och Europa 1994 och Nordamerika 1996. Den riktar sig till köpare som letar efter en bil som har större lastutrymme, högre synfält och fyrhjulsdrift, tillsammans med bränsleekonomin för en mindre bil. Toyota RAV4 gjorde tidigt succé, och några efterföljare är Honda CR-V, Ford Escape, Mazda Tribute och Subaru Forester.
Sedan den första generationen lanserades 1994 har över 6 miljoner RAV4 sålts världen över, varav 1,5 miljoner till europeiska kunder. Under tiden har bilen utvecklats över fyra generationer, från den första lilla tredörrarsmodellen till dagens mer mogna kompakt-SUV. 2015 presenterades även RAV4 i ett fullhybridutförande.
Bilens namn står för "Recreational Activity Vehicle, 4-wheel drive", även om fyrhjulsdrift inte är standard i alla länder.
Den första generationen av bilen tillverkades mellan 1994 och 2000, den andra mellan 2001 och 2005 med en så kallad ansiktslyftning från 2004 års modell, och den tredje generationen introducerades 2006. Under 2013 kom den fjärde generationen som uppdaterades 2016.

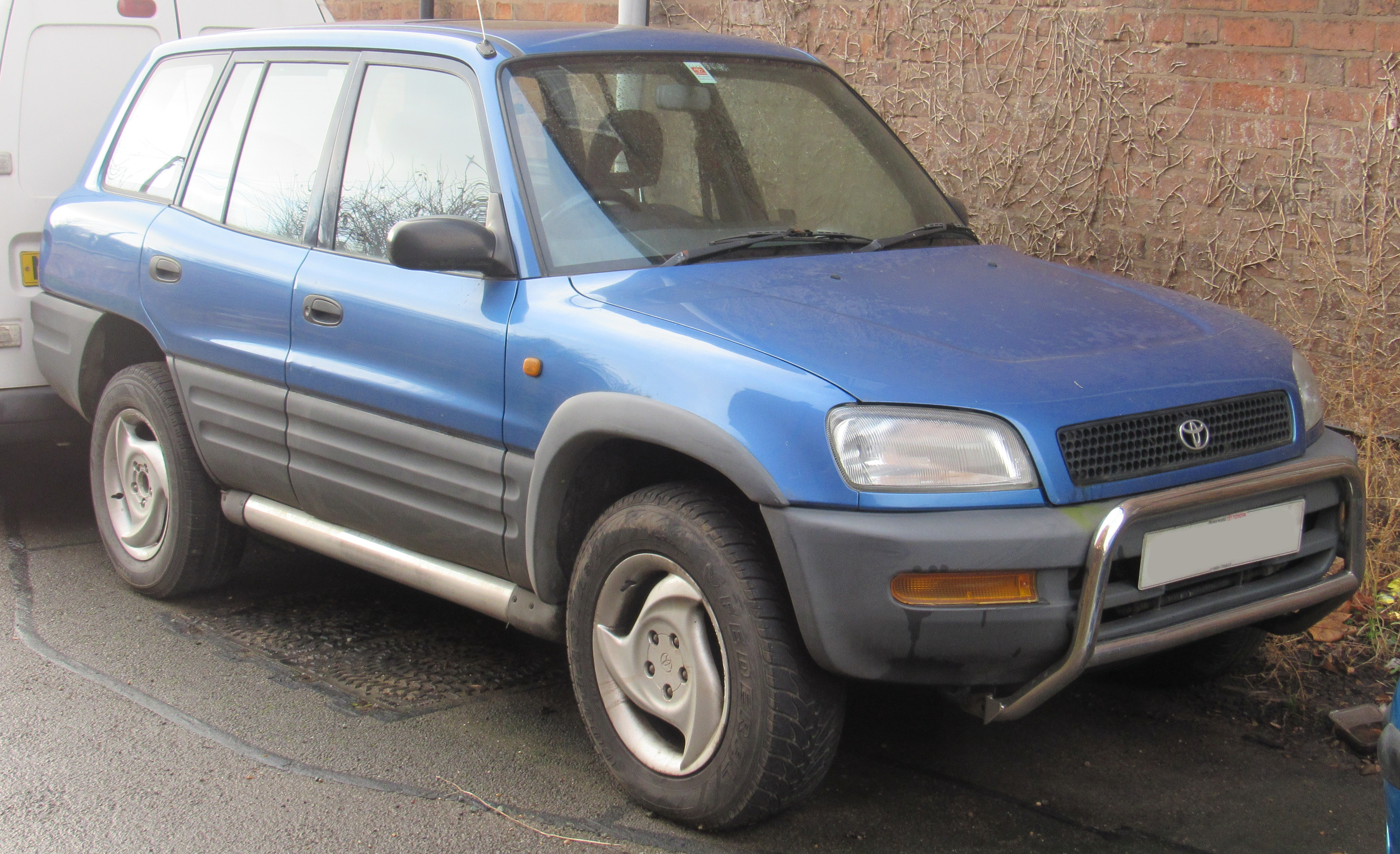
(1994-2003)
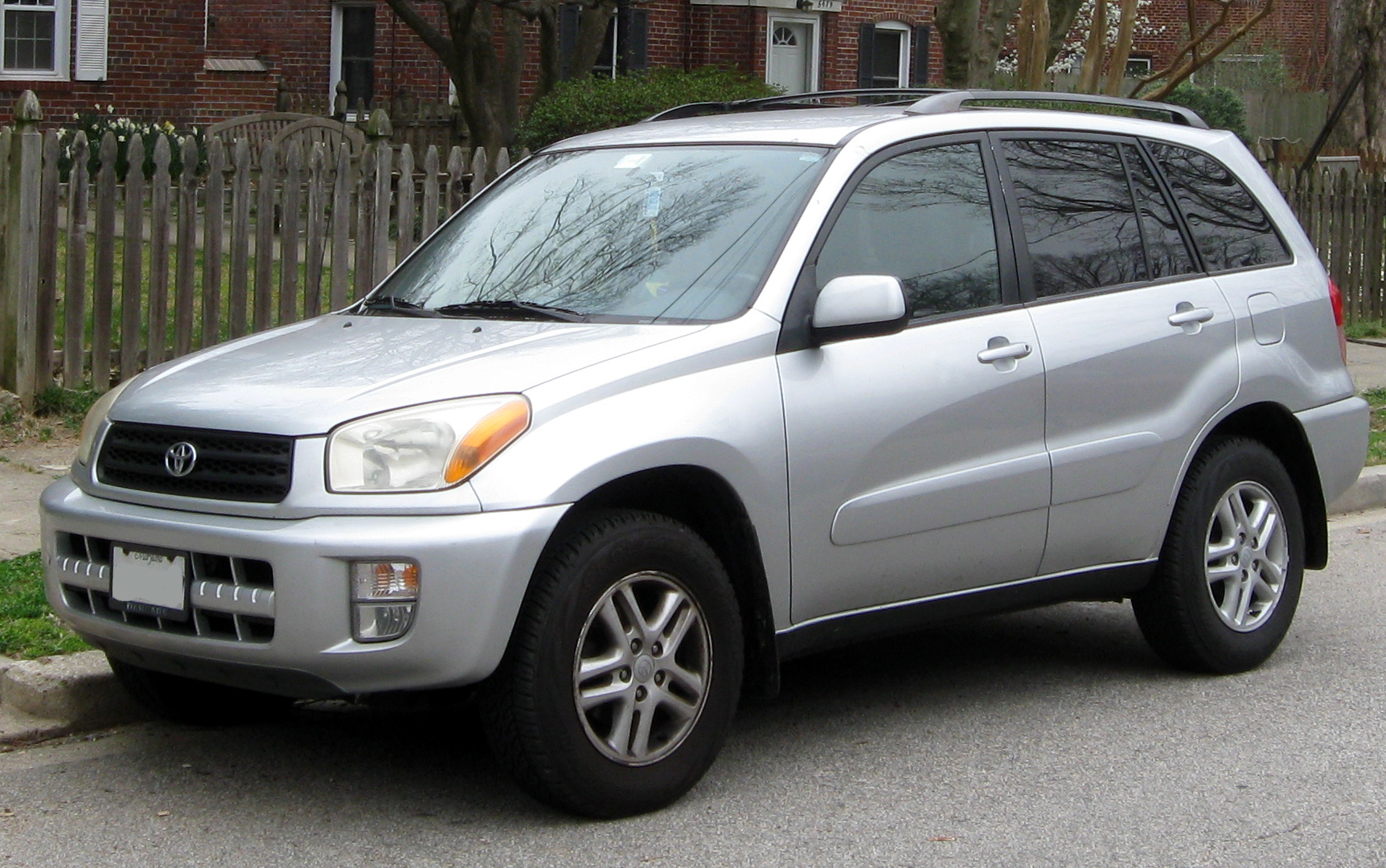
(2000-2005)
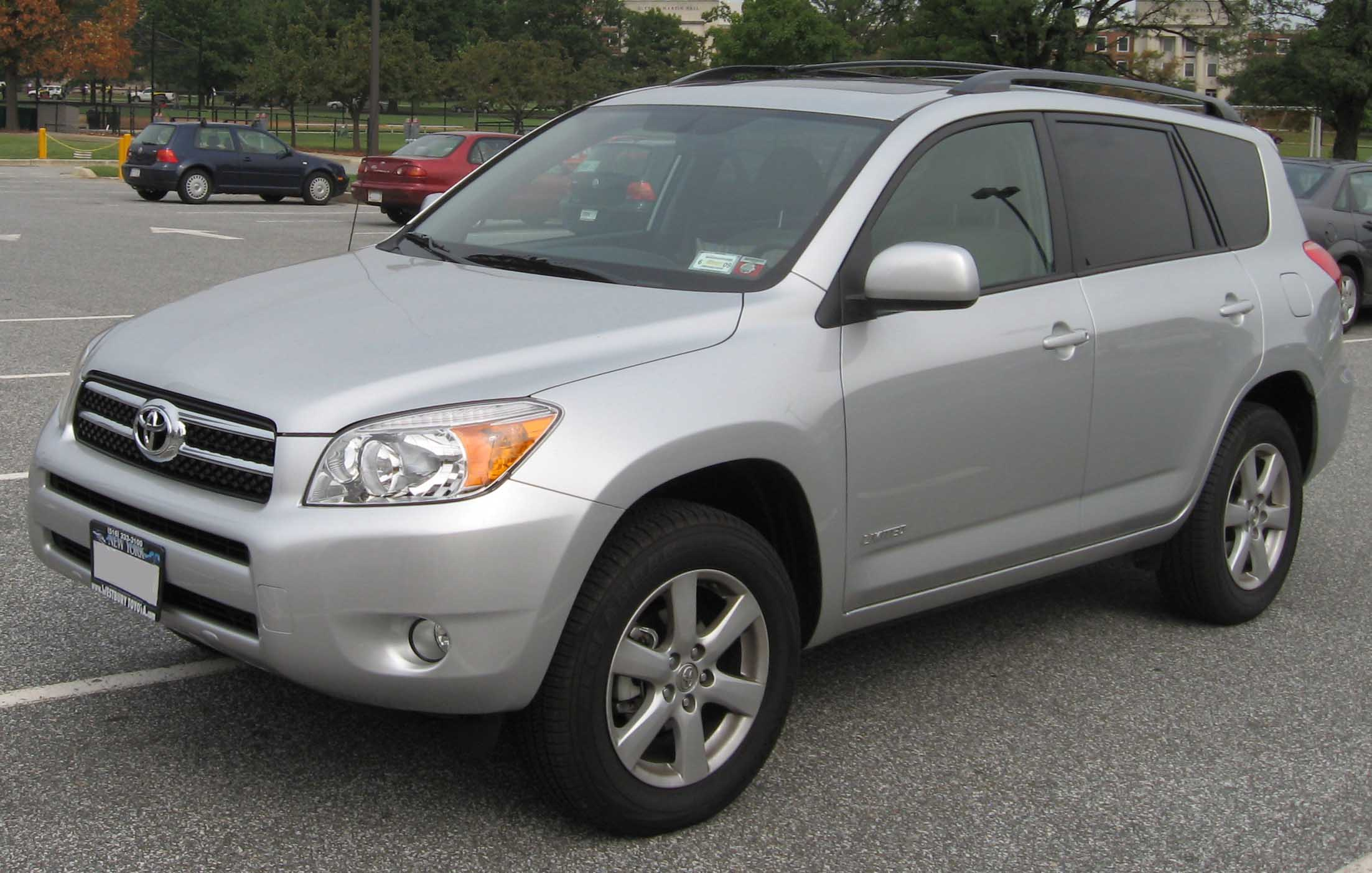
(2005-2012)
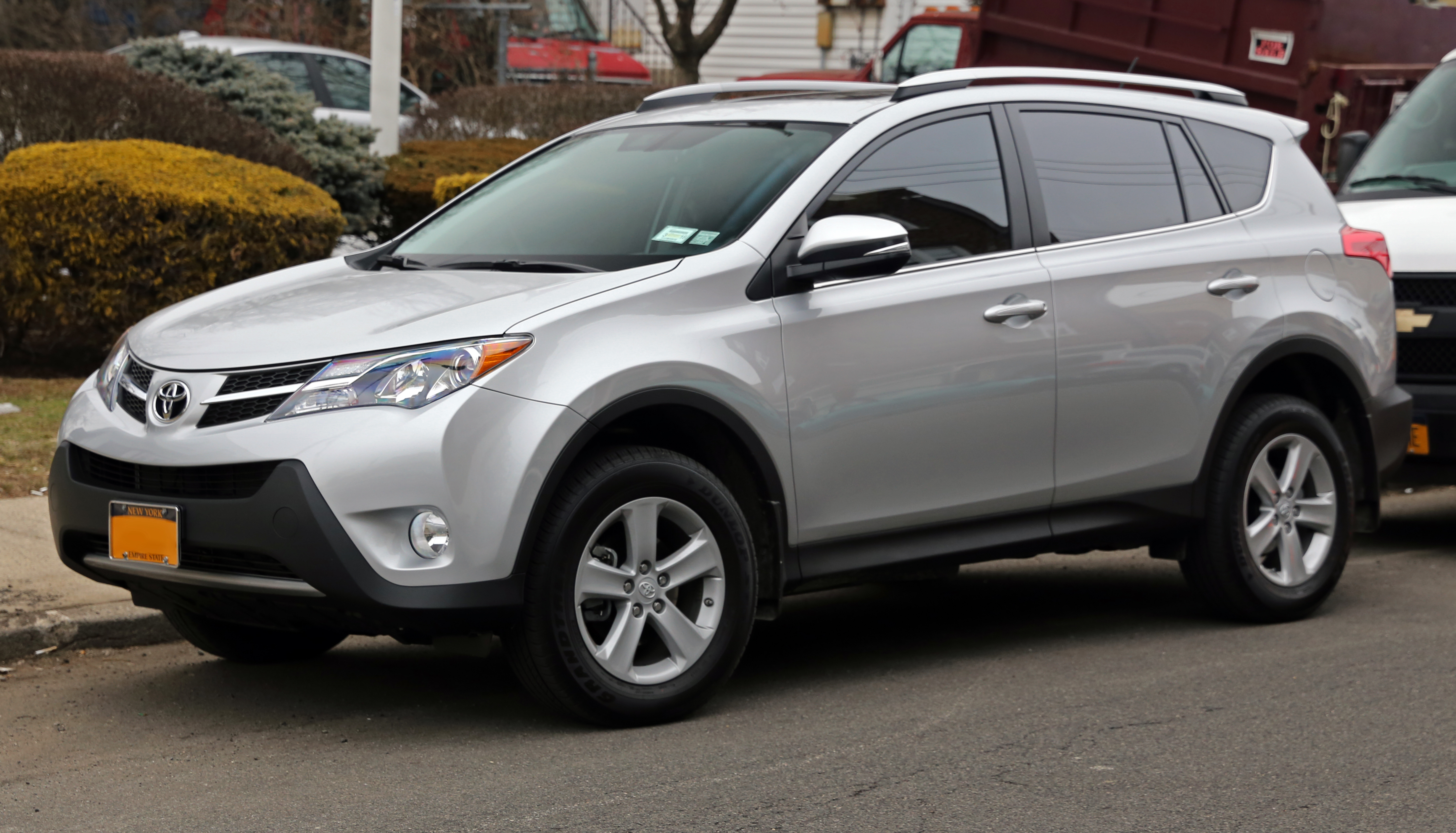
(2012-2018)
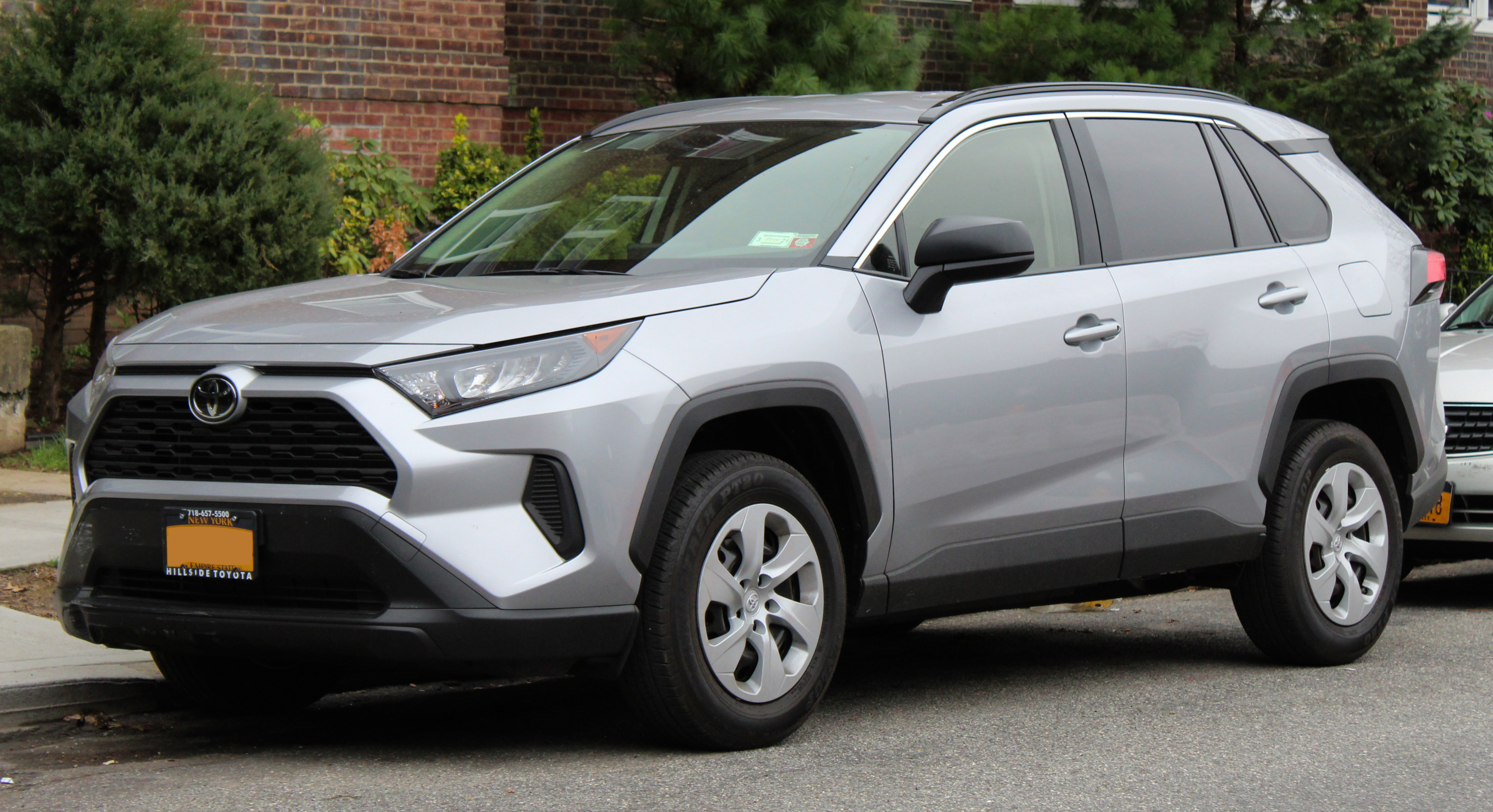
(2018-)